# Veronica Luzania
Veronica Luzania (* 19. März 2000) ist eine mexikanische Leichtathletin, die sich auf den Diskuswurf spezialisiert hat. Aktuell ist sie in dieser Disziplin Inhaberin des Landesrekordes.

## Sportliche Laufbahn
Erste internationale Erfahrungen sammelte Veronica Luzania im Jahr 2019, als sie bei den U23-NACAC-Meisterschaften in Santiago de Querétaro mit einer Weite von 43,56 m den achten Platz im Diskuswurf belegte. 2021 gelangte sie bei den erstmals ausgetragenen Panamerikanischen Juniorenspielen in Cali mit 47,35 m ebenfalls auf Rang acht und 2023 belegte sie bei den Zentralamerika- und Karibikspielen in San Salvador mit 52,81 m den vierten Platz. Im Jahr darauf gelangte sie bei den Ibero-Amerikanischen Meisterschaften in Cuiabá mit 54,49 m auf Rang fünf.
2023 wurde Luzania mexikanische Meisterin im Diskuswurf.

## Persönliche Bestweiten
- Kugelstoßen: 13,60 m, 22. Juni 2022 in Hermosillo
- Diskuswurf: 56,09 m, 23. März 2024 in Mexicali (mexikanischer Rekord)